# مورين
مورين قرية صغيرة في منطقة إدلب في محافظة إدلب في سوريا.